# Commandement des forces spéciales terrestres

Abzeichen des CFST

Das Commandement des forces spéciales terrestres bis 2016 Brigade des forces spéciales terre (BFST; deutsch Heeres-Sondereinsatzkräfte-Brigade) ist ein Großverband des französischen Heeres in Brigadestärke. Das CFST hat ihr Hauptquartier in Pau, im Département Pyrénées-Atlantiques, nahe der spanischen Grenze.
Der Großverband besteht aus:
| Regimenter                                                         | Kurzbezeichnung | Garnison            |
| ------------------------------------------------------------------ | --------------- | ------------------- |
| 1er régiment de parachutistes d’infanterie de marine               | 1er RPIMa       | Bayonne             |
| 4e régiment d'hélicoptères des forces spéciales                    | 4e RHFS         | Pau                 |
| 13e régiment de dragons parachutistes                              | 13er RDP        | Martignas-sur-Jalle |
| Compagnie de commandement et de transmissions des forces spéciales | CCT FS          | Pau                 |
| Groupement d’appui aux opérations spéciales                        | GAOS            |                     |
| Académie des forces spéciales (centre Arès)                        | Académie FS     | Pau                 |

Das Kommando ist dem teilstreitkraftübergreifenden Commandement des opérations spéciales (COS) (dt. „Oberkommando für Sondereinsätze“) der französischen Streitkräfte unterstellt.
Kommandant ist Général de division Thierry Ducret.

## Einsätze
- Opération Oryx: Dezember 1992 bis Januar 1993 (Somalia)
- Opération Amaryllis: April 1994 (Ruanda)
- Opération Turquoise: Juni bis Juli 1994  (Ruanda).
- Opération Azalée: September bis Oktober 1995 (Komoren)
- Opération Almandin: 1996 (Zentralafrikanische Republik)
- Opération Alba: März bis Juli 1997 (Albanien)
- Opération Kahia: Dezember 1999 (Elfenbeinküste)
- Opération Vulcain: 14. August 2000 (Kosovo)
- Opération Artémis: Juli bis September 2003 (Demokratische Republik Kongo)
- Opération Arès: August 2003 bis Januar 2007 (Afghanistan)
- Opération Licorne: noch andauernd (Elfenbeinküste)
- Opération Benga: Juli bis Dezember 2006 (Demokratische Republik Kongo)
- Opération Boali: März 2007 (Zentralafrikanische Republik)